# 均輸法
均輸法，此法行之有年，早在西漢桑弘羊時試行，唐代以後各郡置均輸官，達到「斂不及民而用度足」。北宋熙寧變法期間，王安石亦曾推行均輸法。

## 沿革

### 西漢
元封元年（前110年），桑弘羊針對「諸官各自市（購買），相與爭，物以故騰躍，而天下賦輸，或不償其僦費」的情況，在全國推行均輸法，下令各郡設均輸官，將進貢物品運往缺乏該類貨物的地區出售，然後在適當地區購入京師需求的物資。此法既能解決運費高昂的問題，又可調節物價。更重要的是均輸法舒緩漢武帝晚年的財政危機，桑弘羊對此曾有所讚揚：「山東被災，齊趙大饑，賴均輸之蓄，倉稟之積，戰士以奉，饑民以賑」。然而，均輸法卻被批評未能解決物價問題，「輕賈奸吏，收賤以取貴，未見準之平也」。

### 唐代
唐代以後各郡置均輸官，负责管理、调度从郡国征收来的租赋财物，达到“敛不及民而用度足”。

### 北宋
熙寧二年（1069年）七月，為了供應京城皇室、百官的消費，又要避免商人屯積，在淮南路、兩浙路、江南東路、江南西路、荊湖北路與荊湖南路等六路設置發運使，按照“徙貴就賤，用近易遠”、“從便變易蓄買，以待上令”的原則，負責督運各地「進貢」物資。意在省勞費、去重斂，減少人民的負擔。
均输法一出，知谏院范纯仁请罢均输法，稱均输“将笼诸路杂货，渔夺商人毫末之利”，并批评王安石“欲求近功，忘其旧学。舍尧舜‘知人’‘安民’之道，讲五伯富国强兵之术。尚法令则称商鞅，言财利则背孟轲……异己者指为不肖，合意者即谓贤能。”苏东坡反对均输法，认为“五百万缗以予之，此钱一出，恐不可复。纵使其间薄有所获，而征商（税）之额所损必多”，是“亏商税而取均输之利”。苏辙也抨击均输法，谓“法术不正，吏缘为奸，掊克日深，民受其病”不久即辞官而去。